# Championnats d'Europe de dressage 1981
Navigation
Édition précédente Édition suivante
Les championnats d'Europe de dressage 1981, dixième édition des championnats d'Europe de dressage, ont eu lieu en 1981 à Laxenbourg, en Autriche. L'épreuve individuelle est remportée par l'Allemand Uwe Schulten-Baumer et l'épreuve par équipe par l'Allemagne de l'Ouest.